# Buck Clarke
Buck Clarke (rodným jménem William Lewis Clarke; 2. října 1933 Washington, D.C. – 11. října 1988 Los Angeles) byl americký jazzový perkusionista z Washingtonu, D.C. v Marylandu v USA. Hrál s ostatními, jako je Les McCann, Freddie Hubbard, Russ Freeman, Herbie Hancock, Gerald Albright, Jimmy Smith a mnoho dalších. Mezi jeho hudební styly patří soul, funk, jazz a R&B s afrocentrickou perspektivou. Trpěl cukrovkou, která ho stála nohu a zemřel 11. října 1988.